# Шомэ, Абраам
Абраам Жозеф Шомэ (фр. Abraham Chaumeix; 20 мая 1725 или 1730, Шанто — 1773 или 1790, Москва) — французский философ и критик, противник Вольтера, известный своими нападками на Энциклопедистов. Даты рождения и смерти в разных источниках разнятся.
Родился в семье фортификационного инженера родом из Меца. Начальное образование получил под руководством пастора. В 1741 году после смерти отца отправился в Орлеан, где работал домашним учителем, пытался стать юристом. В 1757 году переселился в Париж и зарабатывал на жизнь написанием статей.
Был известен своими резко клерикальными позициями и в 1758 году выпустил книгу «Préjugés légitimes contre l’Encyclopédie», в которой нападал на Энциклопедию, создававшуюся в то время Дени Дидро и другими знаменитыми философами XVIII века. Энциклопедисты отвечали на это едкими памфлетами, из которых наиболее известен приписываемый Андре Морелле «Mémoire pour Abraham Chaumeix, contre les prétendus philosophes Diderot et d’Alembert» (1759). Вольтер дал ему ироническую кличку «Pauvre diable». В 1763 году принял решение покинуть Францию, где его не устраивала политическая ситуация, и отправился за рубеж (его жена и дочь при этом остались во Франции), в Российскую империю, где, несмотря на свои занятия философией, был радушно принят. В России прожил до конца жизни, в период правления Екатерины II был гувернёром в ряде дворянских семейств.